# Solenostoma amplexifolia
Solenostoma amplexifolia là một loài rêu tản trong họ Jungermanniaceae. Loài này được (Hampe ex Lehm.) Váňa & A. Schäfer-Verwimp mô tả khoa học lần đầu tiên năm 2009.